# Tối ưu địa phương

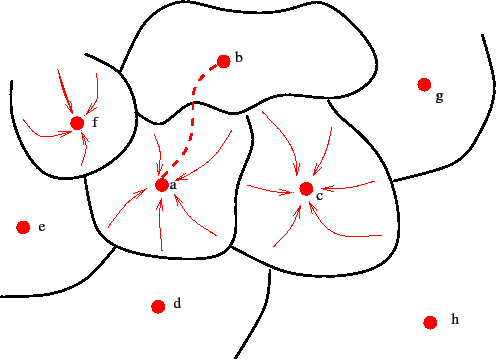
Các bể hút xung quanh các điểm tối ưu địa phương

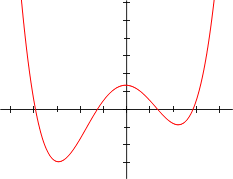
Đa thức bậc 4: máng bên phải là cực tiểu địa phương và máng bên trái là cực tiểu toàn cục. Đỉnh ở trung tâm là một cực đại địa phương.

Trong toán học ứng dụng và khoa học máy tính, tối ưu địa phương (hay cục bộ) của một bài toán tối ưu hóa là một giải pháp tối ưu (tối đa hoặc tối thiểu) trong một lân cận các giải pháp ứng cử viên. Khái niệm này khác với khái niệm tối ưu toàn cục, là giải pháp tối ưu trong số tất cả các giải pháp khả dĩ, không chỉ các giải pháp trong một vùng lân cận.